# Mame Awa Ndao
Pour les articles homonymes, voir Ndao.
Mame Awa Ndao, née le 18 mars 1994, est une escrimeuse sénégalaise.

## Carrière
Mame Awa Ndao remporte aux Championnats d'Afrique d'escrime 2013 la médaille de bronze en fleuret par équipes et en sabre par équipes. Elle est médaillée de bronze en sabre par équipes aux Jeux africains de 2015 et aux Championnats d'Afrique d'escrime 2017.